# Rival Sons
 (juin 2015).
Si vous disposez d'ouvrages ou d'articles de référence ou si vous connaissez des sites web de qualité traitant du thème abordé ici, merci de compléter l'article en donnant les références utiles à sa vérifiabilité et en les liant à la section « Notes et références ».
Rival Sons est un groupe américain de rock originaire de Long Beach (Californie), créé en 2009 sur les cendres de Black Summer Crush, formé alors par Scott Holiday (guitare), Thomas Flowers (chant), Michael Miley (batterie), et Robin Everhart (basse).
La naissance de Rival Sons coïncide avec l'arrivée de Jay Buchanan en tant que chanteur et au ré-enregistrement de l'album Before the Fire avec celui-ci en lieu et place de Thomas Flowers.
Depuis le départ de Robin Everhart en août 2013, Dave Beste officie au poste de bassiste.

## Historique
Avant son activité au sein du groupe Rival Sons, Jay Buchanan était musicien dans un projet solo nommé Buchanan.  All Understood et True Love EP sortent respectivement en 2004 et 2006. C'est en recherchant un nouveau chanteur après le split-up du groupe Black Summer Crush au sein duquel Scott Holiday jouait, qu'il entra en contact pour la première fois avec Jay Buchanan (sur le réseau Myspace). Michael Miley avait, quant à lui, déjà joué avec Jay Buchanan dans "Buchanan".
Octobre 2015 le groupe enregistre son 5e album Hollow Bones avec Dave Cobb en seulement trois semaines. L'album sort le 10 juin. Après l'enregistrement, ils partent en concert avec Deep Purple en Europe.
En 2016, ils font la 1re partie de Black Sabbath pour leur tournée mondiale d'adieu, et ils participent à la première édition du Download Festival à Paris.
En 2018, le groupe jouera en ouverture des Guns N' Roses lors de quelques concerts.

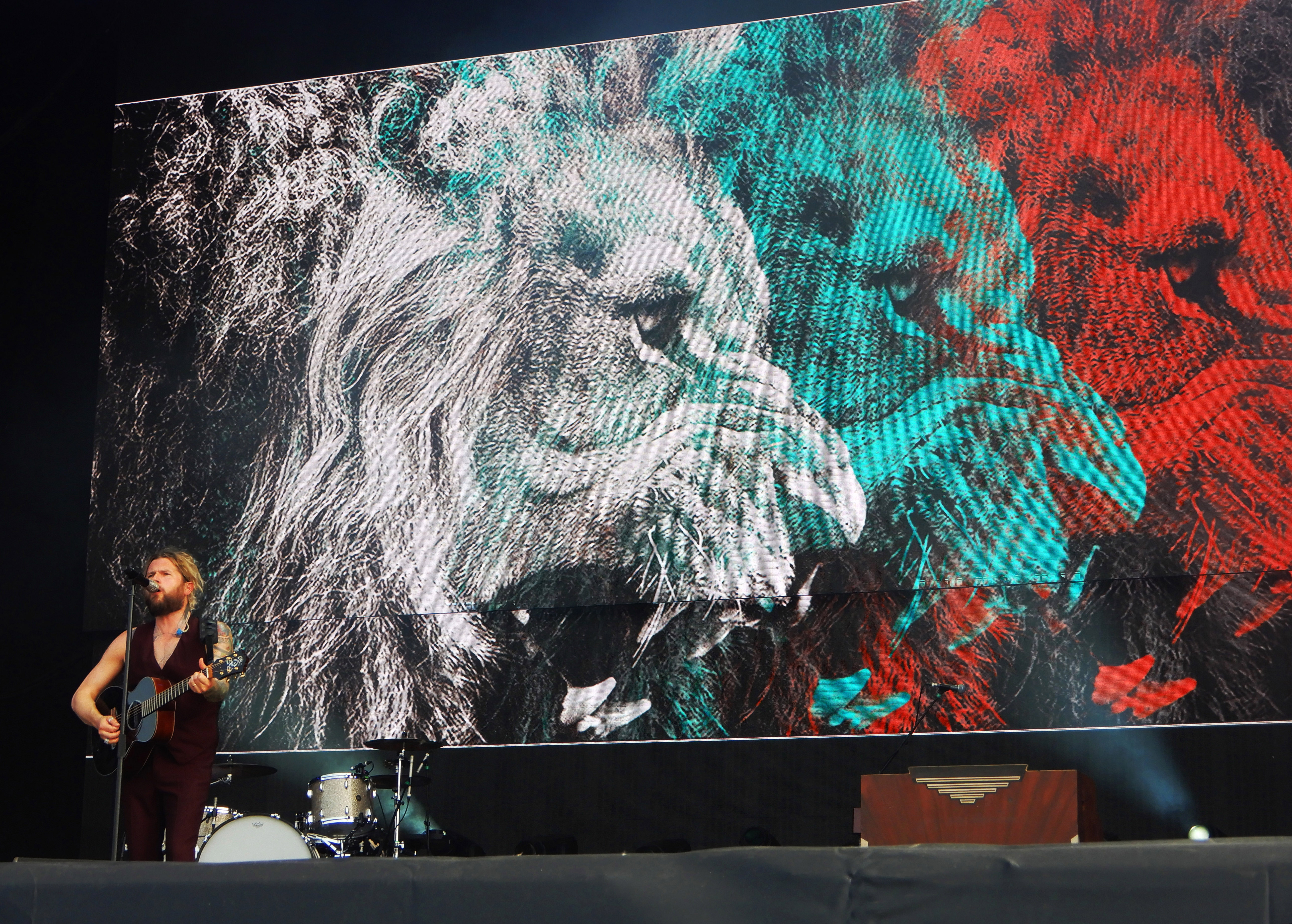
Rival Sons au Hellfest 2022.

En 2022, le groupe publie le premier single Nobody wants to die de leur prochain album DARKFIGHTER.
Le 2 juin 2023, le groupe sort son album DARKFIGHTER et entame The DARKFIGHTER Tour en Amérique du Nord et en Europe, passant notamment par l'Olympia le 27 octobre. Le 20 octobre 2023 sort LIGHTBRINGER, dans la foulée et en complément du précédent. Les deux albums forment un diptyque, Darkfighter présentant une face plutôt sombre et Lightbringer se voulant plus optimiste.
Le 13 juillet 2024, le groupe joue au Festival des Vieilles Charrues (Carhaix-Plouguer) sur la scène Kerouac. La fin d'année est marquée par la ré-édition sur les plateformes de streaming digitales (audio et vidéo) des deux premiers albums live du groupe: A Pair of Aces: Live From Santa Catalina Island. L'enregistrement a été réalisé sans public dans le casino de l'île Santa Catalina en Californie les 19 et 20 mai 2021, et n'avait été diffusé jusqu'alors auprès des fans qu'en streaming video et en tirage vinyle limité. La première nuit, le groupe a joué l'intégralité du premier album Before The Fire, et la deuxième nuit l'intégralité de l'EP éponyme, deuxième album du groupe. Les deux albums sont sortis le 22 novembre 2024 (Part One) et le 13 décembre 2024 (Part Two).

## Style musical et influences
Le style de Rival Sons est souvent comparé à celui des groupes de blues rock des années 1960-70, dont faisaient partie Led Zeppelin, Deep Purple, The Animals, ou encore Free. Leur album Head Down, sorti en 2012, est inspiré de plusieurs styles de la même époque, allant du rock n' roll au glam rock en passant par le rockabilly, le surf rock ou la soul.

## Discographie
- Before The Fire (2009)
- Rival Sons (EP, 2010)
- Pressure & Time (2011)
- Head Down (2012)
- Manifest Destiny (single, 2013)
- Great Western Valkyrie (2014)
- Hollow Bones (2016)
- Feral Roots (2019)
- Darkfighter (2023)
- Lightbringer (2023)
- A Pair Of Aces: Live From Santa Catalina Island (Part 1 & 2) (2024)